# Commercial Suicide
Commercial Suicide er debutalbummet fra det danske rockband Rock Hard Power Spray. Det blev udgivet 30. januar 2006. 

## Numre
1. "3rd Of The 5th" – 03:11
2. "It's A Fix" – 02:20
3. "1859" – 02:23 –
4. "Michella" – 01:42
5. "Fucks For Free" – 03:10
6. "Beats You" – 01:46
7. "Daisy" – 02:58
8. "Nicoteen" – 02:28
9. "Feed Me" – 02:19
10. "Change The World" – 00:47
11. "Smile" – 2:49
12. "Ride On Me" – 02:55
13. "Breakfast" – 01:50
14. "Maniac" – 02:39
15. "It's DK" – 01:02
16. "Redneck Superstar" – 03:23

## Musikere
- Mattias Hundebøll – Vokal og Guitar
- Frederik Valentin – Guitar og Vokal
- Ask Fogh – Bas
- Simon Andersen – Trommer